# لی کرزنر
لی کرزنر (به انگلیسی: Lee Krasner) (زاده ۲۷ اکتبر ۱۹۰۸- درگذشته ۱۹ ژوئن ۱۹۸۴) یکی از نقاشان با نفوذ جنبش اکسپرسیونیم انتزاعی در نیمهٔ دوم قرن ۲۰ بود. کراسنر اکنون به‌عنوان یک شخصیت انتقالی کلیدی در انتزاع دیده می‌شود که هنر اوایل قرن بیستم را با ایده‌های جدید آمریکای پس از جنگ مرتبط کرد و آثار او در حراج قیمت‌های بالایی را به دست می‌آورند. او همچنین یکی از معدود هنرمندان زنی است که نمایشی گذشته نگر در موزه هنر مدرن داشته‌است.

## زندگی و تحصیلات
کرزنر در ابتدا با نام لنا کرزنر (به انگلیسی: Lena Krassner) در ۲۷ اکتبر ۱۹۰۸ در بروکلین، نیویورک از یک خانوادهٔ مهاجر یهودی اهل بیسارابیا زاده شد.
کراسنر از سنین پایین می‌دانست که می‌خواهد هنر را به عنوان یک حرفه دنبال کند. فعالیت او به عنوان یک هنرمند از نوجوانی آغاز شد. او به‌طور خاص به دنبال ثبت نام در دبیرستان دخترانه واشینگتن ایروینگ که ارائه دهنده رشته هنری بودند، می‌بود. پس از فارغ‌التحصیلی، با بورسیه تحصیلی در مدرسه هنر زنان کوپر یونیون رفت. در آنجا، او کار دوره مورد نیاز برای گواهی تدریس در هنر را تکمیل کرد. کراسنر در سال ۱۹۲۸ تحصیلات هنری بیشتری را در آکادمی ملی طراحی دنبال کرد و دوره آموزشی خود را در سال ۱۹۳۲ در آنجا به پایان رساند. زمانی که کراسنر در دبیرستان تحصیل کرد، تقریباً بر اساس نمره خود در هنر فارغ‌التحصیل نشد. برای، و فقط ۶۵ برای گذراندن کلاس به او داده شد.
لی تحصیلات خود را در کوپر یونین و آکادمی ملی طراحی به پایان رساند و از سال ۱۹۳۵ تا ۱۹۴۳ در «وی پی ای فدرال آرت پراجکت» کار کرد. او از سال ۱۹۳۷ به شاگردی هانس هافمن (هنرمندی که اصول و قواعد کوبیسم را آموخته بود) درآمد. نفوذ و قدرت هافمن به کرزنر کمک کرد تا کارهای او مستقیماً به سمت نئو-کوبیست انتزاعی گرایش پیدا کند. هافمن در مورد آثار کرزنر توضیح می‌داد که: «این کار به اندازه‌ای خوب است که شما متوجه نمی‌شوید به وسیلهٔ یک زن نقاشی شده.»
در سال ۱۹۴۰ لی کرزنر همراه با یک گروه از هنرمندان آمریکایی که نقاشان انتزاعی بودند، شروع به نمایش آثارش کرد.
در ۲۵ اکتبر ۱۹۴۵ او با یکی دیگر از هنرمندان این جنبش، یعنی جکسون پولاک ازدواج کرد.

## دوران حرفه ای نقاشی
لی کرزنر به عنوان یک اکسپرسیونیست انتزاعی با خلق آثار انتزاعی، ژست و رسا در نقاشی، کلاژهای حرفه ای، طراحی با زغال و نقاشی روی موزائیک به عنوان هنرمند شناخته شده‌است. در طی سالها فعالیت خود، از آثار خلق شده قبلی خود، در آثار کلاژ خود استفاده نمود. او نقاشی‌های قبلی خود را می‌برید و با چسباندن آنها کنار یکدیگر آثار کلاژ خلق می‌کرد. ماهیت انتقادی او باعث گردید تا بسیاری از آثار خود را بازبینی کند یا حتی آنها را از بین ببرد! در نتیجه تعداد آثار کمتری از او باقی مانده‌است. کاتالوگ "رزونه" که در سال ۱۹۹۵ توسط آمبراز منتشر شد، ۵۹۹ قطعه از آثار لی کرزنر را فهرست کرده‌است.
در مورد سبک هنری او، منتقدان و محققان نظر متفاوتی بایکدیگر دارند. سبک کراسنر بیشتر بین ساختار کلاسیک و اکشن باروک، فرم‌های باز و اشکال لبه سخت، رنگ روشن و پالت تک رنگ متفاوت است. در دوران زندگی حرفه ای اش، هیچگاه خود را محدود به یک سبک خاص و قابل تشخیص نکرد و تغییر حالت، موضوع، ترکیب مواد و بافت در آثار را پذیرفت.
نقاشی‌های لی کرزنر بر اساس سالهای زندگی و علایق او به سبک‌های مختلف در گروه‌های زیر دسته‌بندی می‌شوند:
1. اوایل دهه ۴۰: در سال ۱۹۴۲ او با دیدن کارهای پولاک بسیار متأثر شد و باعث شد سبک کوبیسم هافمن را که بر اساس کار روی مدل انسان یا طبیعت بی جان بود را کنار گذاشت[۸] و به سبک مدرن روی آورد.[۹]
2. تصاویر کوچک ۱۹۴۶–۱۹۴۹: در این دوره کرزنر به خلق تصاویر کوچک که در مجموع ۴۰ مورد هستند پرداخت.[۱۰] این نقاشی‌ها اولین نقاشی‌های او هستند که بدون کمک از مدل و با استفاده از قوه تخیل خلق شده‌اند.[۸]
3. تصاویر کلاژ اولیه ۱۹۵۱–۱۹۵۵: آغاز این دوره در سال ۱۹۵۱ بود. برای خلق این آثار، او قطعات جداگانه را به بوم سنجاق می‌کرد و ترکیب بندی را تا زمانی که راضی بود تغییر می‌داد. سپس قطعات را روی بوم می‌چسباند و در صورت تمایل با انواع قلم مو رنگ اضافه می‌کرد.[۸]
4. سری سبز زمین ۱۹۵۶–۱۹۵۹: آثار این دوره که مصادف با تیره شدن رابطه کرزنر و پولاک بود، انعکاس دهنده احساس خشم، گناه و درد از دست دادن هستند. این نقاشی‌های اکشن در مقیاس بزرگ، فیگورهای هیبرید شده‌ای را به تصویر می‌کشد که از اشکال ارگانیک گیاه‌مانند و بخش‌های آناتومیکی تشکیل شده‌اند که اغلب به اعضای بدن مرد و زن اشاره می‌کنند.[۸]
5. سری آمبر ۱۹۵۹–۱۹۶۱: در این دوران لی کرزنر از بی خوابی رنج می‌برد و آثار خود را در هنگام شب خلق می‌کرد. آثار این دوره دارای رنگ‌های کسل کننده و تک رنگ هستند.[۸]
6. سری اولیه دهه ۱۹۶۰: استفاده از رنگ‌های روشن و اشاره به اشکال گل و گیاه از سال ۱۹۶۲ شروع شد.[۱۱] این آثار به دلیل اندازه بزرگ و ماهیت ریتمیک و بدون نقطه کانونی از نظر ترکیبی شبیه به تصاویر تک رنگ او هستند. پالت آنها اغلب با یکدیگر تضاد دارد و به مناظر یا گیاهان گرمسیری اشاره دارد. در ۱۹۶۳ مچ دست راست او شکست و شروع به نقاشی با دست چپ نمود.[۸] به دلیل عدم تسلط به نقاشی با دست چپ، به جای استفاده از انواع قلمو، مستقیماً رنگ را روی بوم می‌زد، بنابراین تکه‌های بزرگی از بوم سفید روی سطوح تصاویر این دوره وجود دارد. ژست و فیزیک این آثار بیشتر مهار شده‌است.[۸] در سال ۱۹۶۹، کراسنر بیشتر بر خلق آثار روی کاغذ با گواش تمرکز کرد. این آثار یا زمین، آب، دانه یا هیروگلیف نام‌گذاری شدند و اغلب شبیه تست رورشاخ به نظر می‌رسند. برخی از محققان ادعا می‌کنند که این تصاویر نقدی بر نظریه گرینبرگ در مورد اهمیت دو بعدی بودن بوم هستند.[۸]
7. اواخر کار: در طول دهه‌های ۱۹۶۰ و ۱۹۷۰، آثار نقاش به‌طور قابل توجهی تحت تأثیر هنر پست مدرن قرار گرفت و بر مشکلات ذاتی هنر به عنوان نوعی ارتباط تأکید داشت.[۱۲] از سال ۱۹۷۰، لی کراسنر شروع به ساختن نقاشی‌های افقی بزرگی کرد که از خطوط لبه سخت و پالتی از چند رنگ روشن که در تضاد با یکدیگر بودند، تشکیل شده بود.[۸] او تا حدود سال ۱۹۷۳ به این سبک نقاشی می‌کرد. ۳ سال بعد، او شروع به کار بر روی سری دوم تصاویر کلاژ خود کرد و از آثار قبلی خود در این کلاژها استفاده نمود.[۸]

#### تأثیر متقابل کراسنر و پولاک بر یکدیگر
کراسنر و پولاک هر دو تأثیر زیادی بر سبک هنری و حرفه یکدیگر گذاشتند. از آنجایی که کراسنر از هانس هافمن و پولاک از توماس هارت بنتون آموزش دیده بود، هر کدام رویکردهای متفاوتی را برای کار خود در پیش گرفتند. کراسنر از هافمن اهمیت انتزاع از طبیعت و تأکید بر ماهیت مسطح بوم را آموخت، در حالی که آموزش پولاک اهمیت طراحی پیچیده از طراحی خودکار را برجسته کرد. دانش گسترده کراسنر از هنر مدرن به پولاک کمک کرد تا با آنچه هنر معاصر باید باشد، آشنا شود؛ بنابراین او توانست آثاری بسازد که بیشتر سازماندهی شده و جهان وطنی بودند. علاوه بر این، کراسنر مسئول معرفی پولاک به بسیاری از هنرمندان، مجموعه داران و منتقدانی بود که از هنر انتزاعی مانند ویلم دی کونینگ، پگی گوگنهایم و کلمنت گرینبرگ قدردانی می‌کردند. پولاک به کراسنر کمک کرد تا در هنگام ساخت آثارش کمتر خود را محدود کند. او به او الهام داد که نقاشی از مدل‌های انسان و طبیعت بی‌جان را متوقف کند تا احساسات درونی‌اش را رها کند و از طریق کارش خودانگیخته‌تر و ژست‌تر شود.

## مرگ
لی کرزنر در سال ۱۹۸۴ در ۷۵ سالگی درگذشت. او از بیماری آرتریت (التهاب مفاصل) رنج می‌برد.

## آثار
کرزنر معمولاً به جدا کردن و بریدن بخش‌هایی از طراحی‌ها و نقاشی‌هایش به منظور کلاژ کردن می‌پرداخت. و باقی‌ماندهٔ آثار را دست نخورده رها می‌کرد یا اینکه در آن‌ها تجدید نظر می‌کرد. و در نتیجه اثر نهایی باقی‌ماندهٔ کرزنر نسبتاً ابعاد کوچکی داشت.
کاتالوگ آثار او در سال ۱۹۹۵ توسط آبرامز انتشار یافت، تنها ۵۹۹ قطعه از کارهایش لیست شده‌است.
کرزنر در گیر و دار یک مبارزهٔ بزرگ بر سر پذیرش هویتش توسط عموم بود. هویت هم از منظر «زن بودن» و هم از منظر اینکه همسر پالک بود؛ بنابراین او معمولاً کارهایش را با حروف اول نام و نام خانوادگی اش امضا می‌کرد تا از اسمش جنسیت زدایی کند به‌طوری‌که هویتش قابل تشخیص نباشد.
در طول دورانی که کرزنر و پالک به عنوان دو هنرمند جایگاه قابل تقدیری نداشتند به یکدیگر اطمینان خاطر می‌دادند و یکدیگر را حمایت می‌کردند. درست مانند پیکاسو در طول دورهٔ کوتاه فعل و انفعالاتش به همراه ژرژ براک. بده بستان هر روزهٔ لی کرزنر و جکسن پالک برای هر دو هنرمند برانگیزاننده و پر هیجان بود. آن دو می‌جنگیدند به منظور حق قانونی خودشان، آمادگی برای کار کردن و بیان فردیشان. آن‌ها مخالف محافظه کاری و همرنگ شدن با جماعت و فرهنگ سرکوب گری بودند که پذیرای ارزش‌های فردیشان نبود. فرهنگی که به بهانهٔ پیچیدگی‌های مدرنیسم در مقیاس کلی بود.

## میراث
شش ماه پس از مرگش موزهٔ هنر مدرن نیویورک
یک نمایشگاه از مرور آثار لی کرزنر برپا کرد. نیویورک تایمز در بارهٔ این نمایشگاه نوشت که: این آثار به خوبی نمایش دهندهٔ جایگاه کرزنر در مدرسه نیویورک به عنوان یک هنرمند مهم، مستقل در نسل پیشگام اکسپرسیونیسم انتزاعی است. آثار تکان دهنده وی از رتبهٔ بالایی در نیمهٔ دوم قرن بیستم برخوردار است. در سال ۲۰۰۸ لی کرزنر یکی از چهار هنرمند زنی بود که مرور کلی آثارش توسط موزه هنر مدرن نیویورک به نمایش درآمد. سه هنرمند دیگر لوئیس بورژوا (نمایش کلیه آثار در ۱۹۸۲)، هلن فرانکن تالر (نمایش کلیه آثار ۱۹۸۹)، و الیزابت مورای (نمایش کلیه آثار در ۲۰۰۴) بودند.
آثار طراحی و نقاشی کاغذی کرزنر در سال ۱۹۸۵ به «آرشیو هنر آمریکا» اهدا شد. که کلیهٔ این آثار در سال ۲۰۰۹ بر روی شبکهٔ مجازی انتشار یافت.
پس از مرگ وی خانه کرزنر در ایست همپتن تبدیل به «استودیو و خانه پالک_کرزنر» شد. این مکان برای بازدید عموم آزاد است.
«بنیاد پالک_کرزنر» یک قسمت مجزا می‌باشد که از سال ۱۹۸۵ برقرار شد. این مؤسسه در راستای اهداف و خواسته‌های لی کرزنر از جمله همیاری و پشتیبانی با هنرمندان جوان و با استعدادی بود که نیاز مالی دارند.